# Corporación Deportiva América
L'América S.A., habitualment conegut com a América de Cali, és un club de futbol colombià de la ciutat de Santiago de Cali. Al rànquing mundial de clubs de la Federació Internacional d'Història i Estadística de Futbol (IFFHS]) de 1990 a 2007, Amèrica ocupa la parada 35, estant el millor equipament colombià. i el rànquing de la CONMEBOL ell el segon millor equip de Colòmbia només superat per Atletico Nacional.
Va ser fundat oficialment el 1927, el que ho converteix en un dels clubs de futbol més antics de Colòmbia. Juga en la Segona divisió del Futbol Professional Colombià i és el club de futbol més llorejat del país amb 14 títols nacionals. A nivell internacional, Amèrica ha complert un paper destacat amb quatre subcampionats de la Copa Libertadores i un títol de la desapareguda Copa Merconorte a l'any de 1999, per això és un dels equips més importants de Colòmbia.

## Història
Les arrels del club es troben el 21 de desembre de 1918 quan alguns estudiants del Col·legi Santa Librada formaren un club anomenat America F.B.C. per competir amb altres escoles. L'equip guanyà la Copa Centenario Batalla de Boyacá el 1919. L'uniforme era blau cel i blanc a ratlles verticals, i pantalons blau cel.

L'América de Cali va ser fundat el 13 de febrer de 1927 a un dels barris més pobres de la ciutat de Cali. Després de ser expulsat del torneig regional, l'equip decidí fer una volta pel país, essent el primer equip colombià en jugar arreu del país. El 16 de febrer de 1948 el club esdevingué oficialment el primer club professional colombià i fou un dels impulsors del professionalisme que començà aquell mateix any. L'América no va arribar a una final del campionat nacional fins al 1960 i no disputà la primera Copa Libertadores fins al 1969. L'equip, però, realitzà un canvi radical des del 1979, amb Gabriel Ochoa Uribe com a entrenador. Durant els 12 que es mantingué al càrrec el club guanyà 7 lligues colombianes i el club assolí gran nombre de seguidors a tots els país. En aquests anys, l'América fou finalista de la Copa Libertadores consecutivament entre els anys 1985-1987.

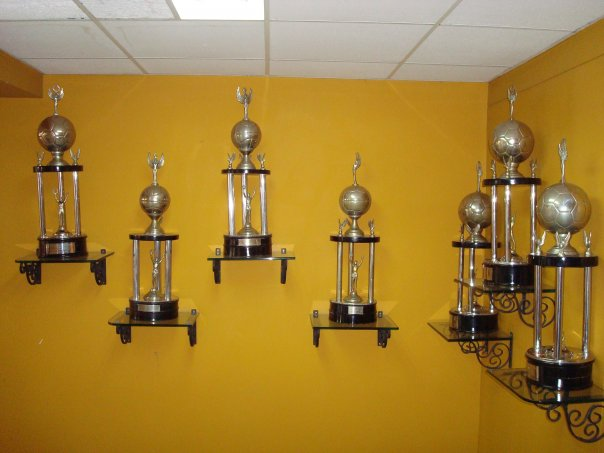
Alguns trofeus de l'América

El primer campionat fou el del 1979. Tres anys més tard inicià la seva millor època amb una tongada de cinc títols consecutius (1982, 1983, 1984, 1985 i 1986). L'any 1985 l'Amèrica arribà a la seva primera final de la Copa Libertadores enfront de l'Argentinos Juniors. En el partit de desempat a Asunción, l'Amèrica fou derrotat als penals. El 1986 s'enfrontà a la final de la Libertadores al River Plate, sortint derrotat als dos partits. El 1987, per tercer any consecutiu arribà a la final de nou. Aquest cop el CA Peñarol el derrotà en el partit de desempat amb un gol marcat als darrers instants.
El següent títol nacional arribà el 1990. L'any següent fou la marxa de Gabriel Ochoa Uribe. Això no obstant, el 1992, amb Francisco Maturana a la banqueta assolí el seu vuitè títol nacional. El campionat de 1997 fou el més llarg de la història del futbol colombià, ja que durà un any i mig entre 1996 i 1997 i també fou vençut pel club de Cali. L'any 1996, a més, el club fou reconegut per la IFFHS com el segon millor club del món de l'any darrere la Juventus FC.
El 1996, el club arribà a la seva quarta final de la Copa Libertadores, de nou contra el River Plate i de nou sortint derrotat. El 1999, l'Amèrica guanyà la seva primera final continental, la Copa Merconorte, contra el Santa Fe.
2000 Va ser segon del torneig Obertura; primer del torneig Fi i amb aquest es va obtenir una quota per a la Copa Llibetadores d'Amèrica i en el quadrangular final el primer lloc que ho va coronar com a campió del torneig colombià per dècima vegada. L'últim partit va anar contra l'Esports Tolima, on Amèrica va guanyar per 2-0 amb gols de Luis Asprilla i Néstor Salazar.

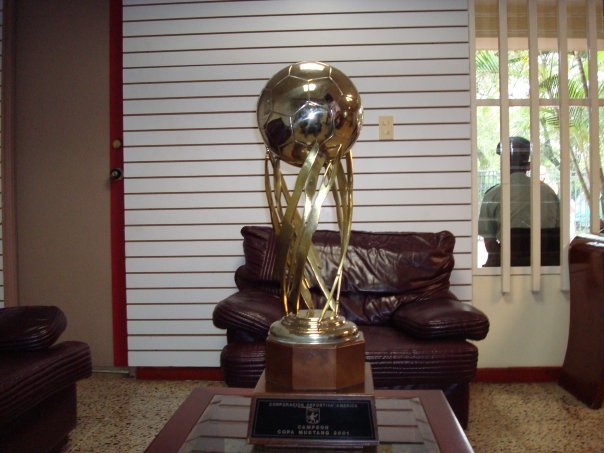
Copa Mustang 2001

2001 Amèrica es va coronar campió per onzena vegada després de guanyar lo 3-0 en el marcador global a l'Esportiu Independent Medellín. En el partit d'anada en Medellín, Amèrica va guanyar 0-1 i en el partit de volta va guanyar 2-0 amb gols d'Edison "Guigo" Mafla i Julián Vásquez. El "Guigo" va ser la figura d'aquest partit pel gol de tir lliure que va marcar i també per l'assistència que va fer a Julián Vásquez per al segon gol. A Copa Llibetadores d'Amèrica també es va fer bona campanya i es va arribar a quarts de final. Finalment els vermells van ser eliminats per Rosario Central en definició des del punt penal, on el porter Americà Luis Barbat va ser el brivall.
2002 Al primer torneig curt", Amèrica va aconseguir la seva dotzena estrella en l'Estadi Atanasio Girardot contra l'Atlètic Nacional. Amb aquest campionat va aconseguir el *tricampeonato (tres títols consecutius) sota la direcció tècnica de Jaime de la Pava i així va esdevenir l'únic equipament en tenir un pentacampionat i un *tricampeonato.

## Rivalitats

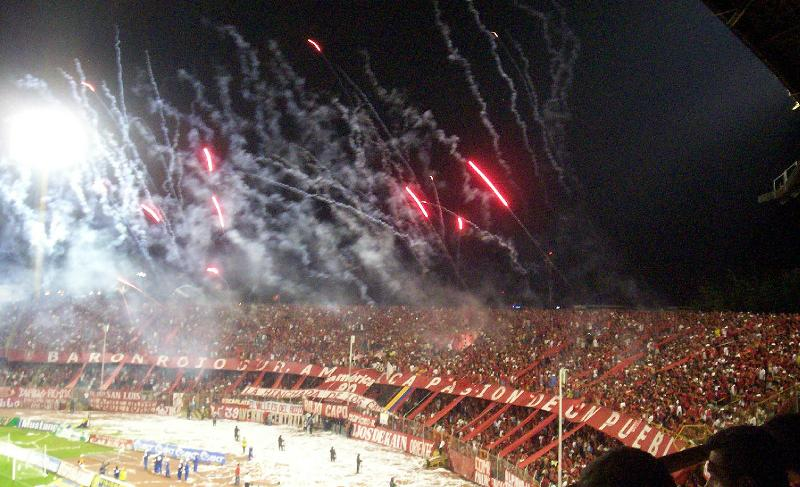
America de Cali vs Atletico Nacional a la Copa Mustang II 2007

### América de Cali vs Deportivo Cali
El derbi ciutadà conegut com el clásico vallecaucano. El primer rastre d'aquest derbi es troba el 1931, any en què l'América fou derrotat pel Cali Football Club per 0-1; les protestes del club per dos suposats gols mal anul·lats provocaren la suspensió del club dels torneigs locals durant un temps. Els partits entre ambdós clubs omplen els estadis amb més de 30 mil espectadors.

### América de Cali vs Atlético Nacional
El partit entre ambdós clubs és un dels més seguits del futbol colombià i sovint és conegut com el superclasico de Colòmbia.

### América de Cali vs Millonarios
Es tracta del derbi entre els dos clubs que més títols nacionals tenen. És conegut com el clásico i la rivalitat començà a finals dels 70, coincidint amb els primers títols de l'Amèrica.

### América de Cali vs Santa Fe
Es tracta d'una rivalitat recent. Començà a finals dels 80 quan molts jugadors del Santa Fe foren fitxats pel club de Cali. Ambdós clubs s'enfrontaren a la final de la Copa Merconorte vençuda per l'Amèrica. És conegut com el partit dels dos vermells, pels colors de les seves samarretes.

## Títols destacats
- Tornejos internacionals
  - Copa Merconorte: 1999
  - Copa Simon Bolivar: 1976
  - Copa Libertadores (0):
    - Finalista (4): 1985, 1986, 1987, 1996
- Tornejos nacionals
  - Lliga colombiana de futbol (15): 1979, 1982, 1983, 1984, 1985, 1986, 1990, 1992, 1997, 2000, 2001, 2002-I, 2008-II, 2019-II, 2020
  - Torneo Apertura de Segona divisió: 2012
  - Segona divisió de la lliga colombiana de futbol (1): 2017
- Tornejos estatals
  - Copa Centenario Batalla de Boyaca: 1919
  - Lliga departamental 1D: 1931, 1932, 1933, 1934, 1935
  - Lliga departamental 2D: 1927, 1930
  - Copa El País-Reserves: 2006, 2007, 2009, 2011
- Tornejos amistosos
  - Copa Gobernación del Valle: 1979
  - Copa Osvaldo Zubeldia: 1982
  - Trofeu Banco de Credito e Inversiones: 1986
  - Copa Ciutat de Viña del Mar: 2000
  - Copa Sky del Caribe: 2001
  - Copa Cafam Cincuentenari: 2008
  - Copa Cafam: 2011

## Presidents
- 1948 Humberto Salcedo Fernández
- 1949 Manuel Correa Valencia
- 1950 Luís Carlos Cárdenas
- 1951 - 1955 Manuel Correa Valencia
- 1956 - 1964 Pedro Sellares
- 1961 Gustavo Valdés
- 1965 Jorge Rengifo
- 1966 Gonzalo Zambrano
- 1966 - 1973 Alberto Anzola
- 1974 - 1975 Juan De Dios Guerrero
- 1976 - 1978 Ricardo León Ocampo
- 1979 - 1986 José Sanguiovanni
- 1987 - 1991 Juan José Bellini
- 1992 - Oreste Sangiovanni
- 1993 - 1994 Pedro Chang
- 1994 - 1996 Álvaro Muñoz Castro
- 1996 - 2009 Carlos Puente
- 2009 - 2011 Álvaro Guerrero Yanci
- 2011 - 2012 Carlos H. Andrade
- 2012 - 2016 Oreste Sangiovanni
- 2016 - 2018 Tulio Gómez
- 2018 - 2019 Ricardo Pérez
- 2019 - Mauricio Romero

## Jugadors destacats
- Juan Manuel Battaglia (1979–1989)
- Gerardo Gonzalez Aquino (1979–1985)
- Julio César Falcioni (1981–1989)
- César Cueto (1982–1983)
- Willington José Ortiz (1982–1988)
- Roberto Cabañas (1984–1989)
- Ricardo Gareca (1985–1988)
- Antony de Ávila (1985–1997)
- Jorge da Silva (1990–1993)
- Ángel Comizzo (1993)
- Óscar Córdoba (1993–1997)
- Giovanny Hernández (1994–1996)
- Marco Etcheverry (1995)
- Adolfo Valencia (1997)
- Fabián Vargas (1998–2002)
- David Ferreira (2000–2005)
- Arley Dinas

## Uniforme
- Primer uniforme: samarreta, pantalons i mitjons vermells.
- Segon uniforme: samarreta, pantalons i mitjons blancs.
- Tercer uniforme: samarreta, pantalons i mitjons negres.

Segons les versions històriques, l'Amèrica començà usant els colors blau i blanc, els colors del Racing Club de Avellaneda; posteriorment canvià al vermell i blau. Entre 1927 i 1931, alternà entre la samarreta vermella i pantalons blancs i la samarreta blanca i pantalons vermells. Segons un article al diari El Gráfico, el sobrenom del club de diables vermells provocà l'adopció final de l'uniforme completament vermell.